# Bombinatoridae
Bombinatoridae är en familj i ordningen stjärtlösa groddjur med två släkten som förekommer i Europa och Asien.
Släktena räknades fram till 1993 till familjen skivtungade grodor (Discoglossidae). Den nya indelningen fastställdes av herpetologerna Ford & Cannatella efter deras upptäckt att Discoglossidae var en parafyletisk grupp.
Utbredningsområdet för släktet klockgrodor sträcker sig från Europa över Ryssland och Kina till Koreahalvön och Vietnam. Släktet Barbourula förekommer i Filippinerna och på Borneo.
Arterna i släktet klockgrodor har påfallande brokiga mönster på undersidan. När de hotas lyfter de sina ben och böjer ryggen så att delar av undersidan blir synliga. Potentiella fiender förmedlas så att grodan kan vara giftig eller på annat sätt farlig. Arterna från det andra släktet är nattaktiva och lever mer undangömd.
Bombinatoridae utgörs av följande släkten och arter:
- Barbourula Taylor & Noble, 1924
  - Barbourula busuangensis Taylor & Noble, 1924
  - Barbourula kalimantanensis Iskandar, 1978
- klockgrodor (Bombina) Oken, 1816
  - Bombina bombina Linné, 1761 – Klockgroda
  - Bombina fortinuptialis Tian & Wu in Liu, Hu, Tian & Wu, 1978
  - Bombina lichuanensis Ye & Fei, 1994
  - Bombina maxima Boulenger, 1905
  - Bombina microdeladigitora Liu, Hu & Yang, 1960
  - Bombina orientalis Boulenger, 1890 – Orientalisk klockgroda
  - Bombina pachypus Bonaparte, 1838 – Italiensk klockgroda
  - Bombina variegata Linné, 1758 – Gulbukig klockgroda